# Eurybunus spinosus
Espèce
Eurybunus spinosus est une espèce d'opilions eupnois de la famille des Globipedidae.

## Distribution
Cette espèce est endémique de Californie aux États-Unis. Elle se rencontre vers Los Angeles.

## Description
L'holotype mesure 7 mm.

## Systématique et taxinomie
Cette espèce a été décrite par Banks en 1895.

## Publication originale
- Banks, 1895 : « Two California phalangids. » Journal of the New York Entomological Society, vol. 3, no 2, p. 66 (texte intégral).